# Ковалёв, Михаил Яковлевич
Ковалёв Михаи́л Я́ковлевич (белор. Кавалёў Міхаíл Я́каўлевіч, род. 28 ноября 1959, посёлок Годылево, Быховский район, Могилёвская область, Беларусь) — белорусский физик, математик, профессор факультета прикладной математики и информатики БГУ, а также профессор кафедры биомедицинской информатики. Кандидат физико-математических наук (1986), доктор физико-математических наук (1999), профессор (2004), член-корреспондент Национальной академии наук Беларуси (2017).

## Биография
Родился 28 ноября 1959 в пос. Годылёво Быховского района Могилёвской области. В 1977 году окончил Годылевскую СШ с золотой медалью. В 1982 году окончил факультет прикладной математики БГУ, получив диплом с отличием. В 1986 году окончил аспирантуру, а в 1996 году докторантуру Института технической кибернетики АН Беларуси (с 08.2002 Объединённый институт проблем информатики НАН Беларуси). С 2002 г. по 2009 г. работал профессором экономического факультета БГУ. С 2009 г. был зам. генерального директора по научной работе ОИПИ НАН Беларуси. В 1986 г. защитил кандидатскую диссертацию «Интервальные ε-приближённые алгоритмы решения дискретных экстремальных задач», в 1999 г. — докторскую диссертацию «Оптимальные расписания обслуживания требований партиями». В 2004 г. присвоено учёное звание профессора по специальности «Информатика, управление и вычислительная техника».

## Научная деятельность
Является признанным специалистом в области исследования операций, дискретной оптимизации и логистики. Им разработаны общие схемы построения эффективных ε-приближённых алгоритмов решения дискретных экстремальных задач, теория построения расписаний обслуживания требований партиями, методы решения задач логистики, общие подходы к установлению вычислительной сложности задач, комбинаторные алгоритмы определения линейной структуры молекул ДНК. Научно-технические разработки Ковалёва М. Я. внедрены на Казанском авиационном производственном объединении, НПО «Орбита» (г. Днепр), НИИ онкологии и медицинской радиологии (г. Минск).
Заместитель редактора международных журналов «OMEGA — The International Journal of Management Science», «Journal of Scheduling» и журнала «Информатика» (Минск), член редколлегии журналов «European Journal of Operational Research» и «Computers and Operations Research», член рабочей группы Европейского общества исследования операций по управлению производством и построению расписаний. Под его руководством защищено 7 кандидатских диссертаций. Опубликовал более 100 статей в международных научных журналах, h-индекс цитирования согласно SCOPUS равен 26.

## Награды и премии
- Лауреат премии НАН Беларуси (2001 г.),
- Лауреат премии Ленинского комсомола Беларуси (1990 г.),
- Лауреат Государственной премии Республики Беларусь (1998) за цикл исследований «Модели и методы теории расписаний»
- В 2002 г. была назначена стипендия Президента Республики Беларусь за выдающиеся научные результаты
- Победитель конкурса на соискание премии НАН Беларуси 2010 г. в номинации «самый цитируемый автор».
- Почётное звание заслуженного профессора (Distinguished Professor) одного из крупнейших университетов Тайваня — Feng Chia University. Архивная копия от 17 ноября 2017 на Wayback Machine